# 熊谷直一
熊谷 直一（くまがい なおいち、1835年（天保6年） - 1915年（大正4年））は、幕末・明治・大正時代の信濃国（長野県）伊那地方の人物。
「園原古跡保存会」の発起人で、生誕地園原の維持発展に生涯をかけた。

## 経歴
1835年（天保6年）、父定兵衛・母やちのもと、長野県下伊那郡小野川村園原（現・阿智村）に生まれる。
1852年（嘉永5年）、園原に月見に来た、駒場（現・阿智村内）の医師である山田文哉、大山田神社の神官・鎮西清房らが、園原の古跡について語らうのを耳にし、興味をもつ。その後清房を訪ね、さらに各地の名士を訪ねて所説を聞き、生誕地園原の歴史と古跡を実感する。神の御坂路は往古は官道として著名であったが、昨今は通行人も少なく、このままだと古跡も消滅してしまうと危惧し、その保存と知名度拡大に尽力することを決心する。
1858年（安政5年)、「御坂道再興の儀」を尾張藩に出願、藩より測量等を進めていたが、明治維新を迎えて事業は停滞した。
1877年（明治10年）、園原耕地33軒の人々と相談し駄馬が通行出来るように、園原より神坂峠まで御坂道の改修を始める。
1883年（明治16年）、駒場より落合まで駄馬が自由に通行できる道路改修が幾多の困難の末完成する。園原から途中の昼神までは新道となった。この間近隣の飯田、山本、伍和、春日、園原耕地、中津川等より726円57銭余りの寄付金が集まり、作業のために延べ4752人工が提供された。
1888年（明治21年）、耕地と協議して荒廃していた神坂神社本殿の改築と覆屋、社務所、石垣、石燈籠の新築が、下伊那・西筑摩・恵那各郡の有志の協賛により完成する。
熊谷は、1892年（明治25年）に園原古跡保存を志して「園原古跡保存同盟会」を立ち上げ、1902年（明治35年）にかけて保存会員を広く募り、350余名を集める。1902年に園原碑と『万葉集』の和歌を刻んだ歌碑の建立、除幕式を行う。また、帚木等13か所に石標、道標を設置した。
1903年（明治36年）、『園原和歌集』の編纂を企画して、寄付を募集すべく上京し、華族や著名画家の協賛を得る。角田忠行、横山大観、菱田春草、大鳥圭介等の協賛者名の署名が「園原古跡保存会二」の協賛帳に残る。1910年（明治43年）、園原に関係する和歌およそ700首(古歌100首、府県より600首)を収録した『園原和歌集』を出版する。近郷の北原阿智之介、原九右衛門等の協力があった。遠山英一を通じて、皇族へ『園原和歌集』を贈呈する。
1911年（明治44年）、神坂越保存会を立ち上げ、大隈重信、東久世通禧、榎本武揚、岩倉具定等の賛同者382名を集める。
1915年（大正4年）、老衰のため死去（享年81）。辞世に「我魂は神の御坂にとどまりて　さかゆく御代を楽しくぞ見む」という句を残した。